# .cymru
.cymru è un dominio di primo livello generico.
Gestito dalla società britannica Nominet, è uno dei due domini (insieme a .wales) dedicati alla comunità gallese. Il dominio è stato ufficialmente approvato nel 2014.
Nel 2010 l'organizzazione dotCYM aveva tentato di registrare il dominio .cym allo stesso scopo. La proposta era stata rifiutata dall'ICANN in quanto coincidente con il codice ISO 3166-1 alpha-3 delle Isole Cayman (a cui è assegnato il dominio di primo livello nazionale .ky).